# Paleobotanika

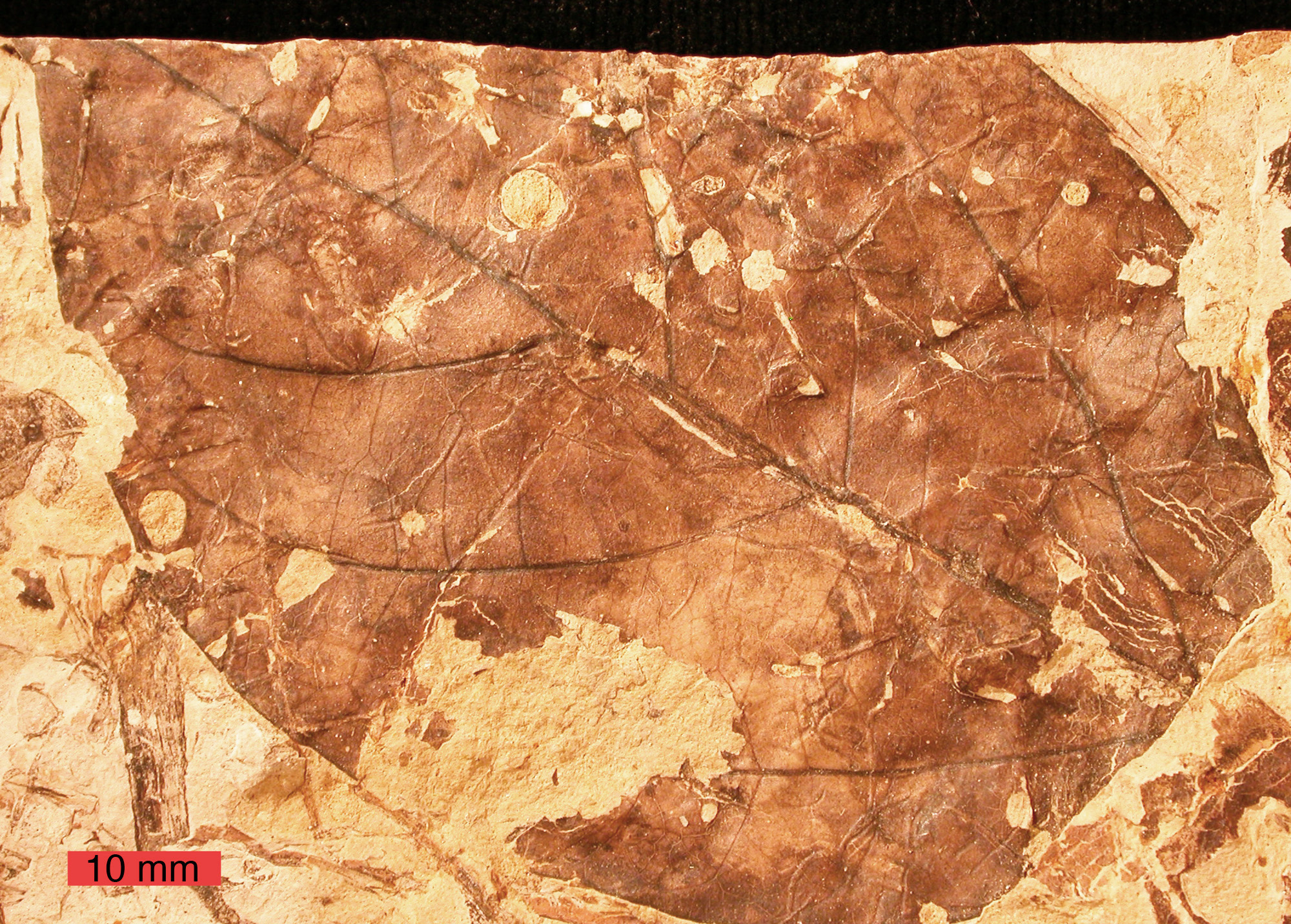
Fosílie listu Viburnum lesquereuxii z Kansasu

Paleobotanika či fytopaleontologie je jedno z odvětví botaniky (resp. paleontologie), které se zabývá zkoumáním vyhynulých rostlin.

## Metody

### Historie a objevy
Kdysi byla při výzkumu omezena hlavně na otisky a součásti zkřemenělé, resp. proniknuté jinými minerály (vápenec, pyrit apod.), později přistupuje též k výzkumu zuhelnatělých částí rostlinného těla, které vhodnými oxidačními činidly (H2O2, Schultzeho reagens, tj. roztok KClO3 v koncentrované HNO3, javelský louh a j.) lze macerovat a učinit je víceméně průsvitnými. Uvolnění rostlinných partikulí z hornin se neděje zpravidla mechanicky nebo spíše chemicky (pomocí HF, případně, aby se uhlíkový materiál nerozpadl, používá se jako tmelu esterů celulózy; tyto metody byly vypracovány botanickou školou prof. Sewarda v Cambridgi, pro speciální případy obzvláště rezistentních materiálů propracoval tyto metody prof. Halle ve Stockholmu). Také v oboru přesného zobrazování byly postupně činěny nové objevy: fotografie otisků pomocí slabého ultrafialového světla bylo používáno hlavně vlivem prací P. Bertranda (Lille), infračervené světlo se snažil využít J. Wolton (žák Sewardův). Výsledky, k jakým tato zlepšená metodika vedla, jsou často obdivuhodné, nelze je v krátkosti všechny uvést.
Byly tak objeveny některé pozoruhodné nové rostlinné skupiny, u známých pak řada morfologických a anatomických detailů (např. stavba těla tzv. oenopteridních kapradin z konce paleozoika nebo anatomická textura kutikul u četných mesozoických gymnospermů a angiospermů). Z období staršího paleozoika byl objeven celý nový velmi primitivní řád Psilophytales, jehož zástupci nemají ještě tělo náležitě rozlišeno v listy a lodyhu a představují jen systémy větví buď úplně lysých (například Rhynia, Hornea, Pseudosporochnus), nebo opatřených trichomy (například Asteroxylon), a které tvořily hlavní díl vegetace ve spodním a středním devonu. Z období permokarbonu byly objeveny typy nejblíže příbuzné artikulátním Sphenophyllům, které však nemají lodyhy článkované (Noeggerathia v Evropě a Tingia ve východní Asii), prozkoumány samčí fruktifikace některých neuropteridických a alethopteridických pteridospermů (Goldenbergia, Whitelessia, Aulacotheca, Dolerotheca), byla stanovena skupina nových rostlin zvaných Corystospermaceae (např. Umcomasia, Spermatocodon, Pilophorosperma, náležející snad vesměs k otiskům listů zvaným Dicroidium a Thinnfeldia), jejichž listy mají kapradinovitý vzhled, ale vytvářejí semena a tato jsou dokonce uzavřena do jakýchsi kupulek, takže tvoří náběh k typům krytosemenným.
Z pozdějších období, tedy z křídy, třetihor a čtvrtohor nebylo zaznamenáno tolik zásadních nových objevů, neboť rostlinstvo té doby má již stavbu víceméně obdobnou rostlinám dnešním, šlo víceméně o popisování nových rodů a druhů a výzkumy paleogeografické. Zaznamenána byla nicméně vymírání některých rostlinných druhů a změna druhové skladby rostlinstev v ekosystémech, jako tomu bylo například při hromadném vymírání na konci křídy před 66 miliony let. Dříve si vědci napomáhali (obzvláště v usazeninách ze čtvrtohor) výzkumem pylových zrn (jejich důležitost byla poprvé zhodnocena Postem[zdroj⁠?!] ve výzkumu holocenních a pleistocenních rašelin.

### Moderní paleobotanika
Paleobotanika se již dlouho nezabývá pouze otisky a zkamenělými zbytky rostlin. Je možné totiž zkoumat zuhelnatělé části rostlinného těla, které jsou pomocí chemických metod uvolněny z hornin. Otisky fosilních rostlin je také možno zkoumat pomocí slabého ultrafialového nebo infračerveného světla. Významným zdrojem informací je však i mikroskopický výzkum pylových zrn.